# Субба
О халдейских субба, см. сабии.
Субба — крупное нефтяное месторождение в Ираке (Нефтегазоносный бассейн Персидского залива), находящих в южной части Ирака около г. Эн-Насирии. Открыто в 1990 году.
Запасы нефти в месторождении оцениваются в 350 млн тонн.